# Shajarat al-Hayah
Le Shajarat al-Hayah (arabe : شجرة الحياة) ou Arbre de vie est un Prosopis juliflora, un végétal natif d'Amérique du sud (on a longtemps cru qu'il s'agissait d'une variété d'accacias). Il est âgé de 400 ans, haut d'une dizaine de mètres et il est situé au Bahreïn, à 2 kilomètres de Djébel ad Dukhan. Il s'agit d'un arbre complètement isolé au milieu du désert dont la source d'eau demeure inconnue. 

## Dans la culture
L'Arbre de vie est mentionné dans le film L.A. Story.
L'Arbre de Vie est cité dans le roman "Soleil sombre" 3ème tome de la série "la traversée des temps" de Éric-Emmanuel Schmitt. Alain Baraton dans son Dictionnaire amoureux des arbres" en parle aussi à l'entrée "Désert", p125, éditions Plon (2021).